# Liga Checa de Basquetebol
A Liga Checa de Basquetebol (em tcheco/checo:  Národní Basketbalová Liga), conhecida como Kooperativa NBL por razões de patrocinadores, é a divisão de elite do basquetebol da Chéquia. A competição é organizada pela Asociace Ligových Klubů. A liga é submetida ao sistema de Acesso e descenso. A equipe do ČEZ Nymburk é equipe com maior êxito dentre os participantes, com a marca de 16 títulos consecutivos desde a temporada 2003-04.

## Equipes participantes
- Armex Děčín
- ČEZ Nymburk
- Dekstone Tuři Svitavy
- Kingspan Královští sokoli
- Geosan Kolín
- JIP Pardubice
- mmcité+ Brno
- NH Ostrava
- Opava
- Sluneta Ústí nad Labem
- USK Praha
- Olomoucko

## Performance por clube
| Clube       | Títulos | Anos em que foi campeão                                                                                    |
| ----------- | ------- | --- |
| ČEZ Nymburk | 18      | 2004, 2005, 2006, 2007, 2008, 2009, 2010, 2011, 2012, 2013, 2014, 2015, 2016, 2017, 2018, 2019, 2020, 2021 |
| Opava       | 4       | 1997, 1998, 2002, 2003                                                                                     |
| USK Praha   | 3       | 1993, 2000, 2001                                                                                           |
| Brno        | 3       | 1994, 1995, 1996                                                                                           |
| Nový Jičín  | 1       | 1999 |

## Histórico de finais
| Temporada | Equipe com vantagem de jogar em casa | Resultado       | Equipe com desvantagem de jogar fora de casa | Primeiro colocado na temporada regular | Record |
| --------- | ------------------------------------ | --------------- | -------------------------------------------- | -------------------------------------- | ------ |
| 1993      | USK Praha                            | 3–0             | Sparta Praha                                 | USK Praha                              | 10–2   |
| 1993–94   | Tonak Nový Jičín                     | 1–3             | Bioveta COOP Banka Brno                      | Tonak Nový Jičín                       | 11–3   |
| 1994–95   | Sokol Chán Vyšehrad                  | 1–3             | Bioveta COOP Banka Brno                      | Sokol Chán Vyšehrad                    | 26–6   |
| 1995–96   | Stavex Brno                          | 3–1             | USK Trident Praha                            | Stavex Brno                            | 27–5   |
| 1996–97   | Opava                                | 3–1             | USK Erpet Praha                              | Opava                                  | 28–4   |
| 1997–98   | Opava                                | 3–1             | Mlékárna Kunín                               | Opava                                  | 30–2   |
| 1998–99   | Mlékárna Kunín                       | 4–0             | USK Erpet Praha                              | Mlékárna Kunín                         | 28–4   |
| 1999–00   | Opava                                | 3–4             | USK Erpet Praha                              | Opava                                  | 23–9   |
| 2000–01   | USK Erpet Praha                      | 4–3             | Opava                                        | USK Erpet Praha                        | 26–6   |
| 2001–02   | Mlékárna Kunín                       | 2–4             | Opava                                        | Mlékárna Kunín                         | 28–4   |
| 2002–03   | Opava                                | 4–3             | ČEZ Nymburk                                  | Opava                                  | 23–9   |
| 2003–04   | ČEZ Nymburk                          | 4–2             | Mlékárna Kunín                               | ČEZ Nymburk                            | 30–2   |
| 2004–05   | ČEZ Nymburk                          | 4–1             | Mlékárna Kunín                               | ČEZ Nymburk                            | 30–2   |
| 2005–06   | ČEZ Nymburk                          | 4–1             | Mlékárna Kunín                               | ČEZ Nymburk                            | 29–3   |
| 2006–07   | ČEZ Nymburk                          | 3–0             | Prostějov                                    | ČEZ Nymburk                            | 41–3   |
| 2007–08   | ČEZ Nymburk                          | 4–1             | Geofin Nový Jičín                            | ČEZ Nymburk                            | 43–1   |
| 2008–09   | ČEZ Nymburk                          | 4–0             | Geofin Nový Jičín                            | ČEZ Nymburk                            | 39–1   |
| 2009–10   | ČEZ Nymburk                          | 4–1             | Prostějov                                    | ČEZ Nymburk                            | 40–4   |
| 2010–11   | ČEZ Nymburk                          | 4–2             | Prostějov                                    | ČEZ Nymburk                            | 10–0   |
| 2011–12   | ČEZ Nymburk                          | 4–0             | Prostějov                                    | ČEZ Nymburk                            | 25–1   |
| 2012–13   | ČEZ Nymburk                          | 4–0             | Prostějov                                    | ČEZ Nymburk                            | 23–1   |
| 2013–14   | ČEZ Nymburk                          | 3–0             | Prostějov                                    | ČEZ Nymburk                            | 22–0   |
| 2014–15   | ČEZ Nymburk                          | 3–0             | Děčín                                        | ČEZ Nymburk                            | 21–1   |
| 2015–16   | ČEZ Nymburk                          | 3–0             | Děčín                                        | ČEZ Nymburk                            | 10–1   |
| 2016–17   | ČEZ Nymburk                          | 82–71 / 70–56   | Děčín                                        | ČEZ Nymburk                            | 31–1   |
| 2017–18   | ČEZ Nymburk                          | 114–90 / 114–73 | Opava                                        | ČEZ Nymburk                            | 31–1   |
| 2018–19   | ČEZ Nymburk                          | 3–0             | Armex Děčín                                  | ČEZ Nymburk                            |        |
| 2019-20   |                                      |                 |                                              | ČEZ Nymburk                            | 28–0   |
| 2020-21   | ČEZ Nymburk                          | 2–0             | Opava                                        | ČEZ Nymburk                            | 31–1   |
| 2021-22   | ČEZ Nymburk                          | 3 - 1           | Opava                                        | ČEZ Nymburk                            | 35 - 1 |